# Піроцькі
Піроцькі гербу Прус, гербу Ястшембець або гербу Забава — руський шляхетський рід.

## Історія
Піроцькі - один із найдавніших родів любецької шляхти. На думку Олександра Лазаревського, роди Ріпчичів, Даничів та Глібовичів походять з єдиного роду Піроцьких. Київський воєвода Мартин Гаштовт (1428-1483) затвердив за боярами Даничами село Буянки. У період з початку XVI століття до 1571 року в документах, що збереглися, Піроцькі не згадуються. 
Через війну з Московією було втрачено записи, що підтверджують права на володіння Пероцківщиною. Тому 13 березня 1571 року король і великий князь Сигізмунд II Август своєю грамотою підтверджує право на володіння своїми землями любецьким шляхтичам, серед яких були Данило Глібович Пероцький, Богдан та Лашко Репчичі, а також Кондрат та Дешко Даничі:
Жикгимонтъ Августъ, Божю милостью король Полский, великий князь Литовский, Руский, Пруский, Жомоитский, Мазовецкий, Киевский, Волынский, Подляский, Инфлянтский панъ и дедичъ. Ознаймуемы тымъ листомъ нашимъ всимъ вобецъ и кождому зособна, кому то ведать належитъ, нинешнимъ и наптомъ будучимъ. 
Приходили до насъ земяне замку нашого Любецкого на имя Назаръ Тарасевичъ, которий держитъ землю названую Селгивскую, Миско Бывалкевичъ, которий землю Кувечицкую и островокъ Вылдынки, Смолигову и Серхову, Демидъ Карповичъ, которий держитъ землю Селганскую и Велитецъ и Семеничъ борокъ, Данило Глебовичъ Пероцкий, который держитъ землю Пероцкую и островокъ Скурищъ и дуброву у Черницина леска, Кондратъ а Дешко Даничи, котории держатъ землю Пероцкую и островъ Твереговский а Кривици, Богушъ Жогличъ, которий держитъ землю Гавриловщину и роспаши своей дубровы Серховское и Бычковщизны и съ тертежемъ за Пещею и селище Голковъ, Василей Семеновичъ Неданчицкий, которий держитъ землю Пенезевщину, Остапъ Сычковичъ, которий держитъ землю 
Голенищовскую, Богданъ а Лашко Репчичи, котории держатъ землю Пероцкую и дубровы власного тертежа ихъ противъ Кривиць, Скугаръ Логвиновичъ, которий держитъ землю Обыймецкую, Федко Антоновичъ, которий держитъ землю Погаричскую и Алексеевскую, съ которихъ земль вышей описаныхъ каждый зъ нихъ зъ особы своеи ку службе нашой военной коня ставить. А ижъ деи листы и привилья, котории на тыи земли свои отчизныи мели отъ неприятеля нашого московського зъ маєтностями ихъ забраны суть, а иншии за погореньемъ отъ огня въ нихъ се зостати  не могли, и били намъ чолом, абыхмо имъ тыи земли ихъ отчизныи моцъю нашою господарскою потвердили и на то имъ листъ нашъ дати велели, за которымъ бы они тыхъ земль своихъ отчизныхъ презпечне они сами, дети и потомки ихъ уживали, якожъ и староста нашъ тамошний любецкий урожоный Павелъ Ивановичъ Сопега, каштелянъ киевский, посполъ зъ ревизорми нашими тамошними о томъ за ними у 
причине писали, поведаючи намъ то, ихъ они тыхъ земль своихъ отчизныхъ здавна уживають и съ того службу нашу военную годне и пожиточне на той украини служать. 
А такъ мы, видячи прозбу ихъ слушную а маючи певную ведомость отъ старосты нашого тамошнего любецкого, ижъ то ихъ земли вышей описанные властная отчизна есть, которыхъ они зъ давныхъ часовъ уживаючи, намъ господару съ того службу нашу военную служатъ, зъ ласки нашое господарское тыи всъ вышей описаныи именья и земли ихъ зо всимъ на все, яко ся тыи земли зъ давныхъ часовъ сами въ собе мають, съ землями пашными, зъ боры, лесы, сеножатьми, съ пасеками, зъ реками, зъ озеры, зъ бобровыми гоны и зов сими належностями и пожитки, котори здавна ку тымъ землямъ ихъ прислухали, тымъ вышеймененымъ земляномъ нашимъ любецкимъ подтвержаемъ и умоцняемъ тымъ нашимъ листомъ такъ, ижъ они тыхъ всихъ вышей описаныхъ земль, яко властную свою отчизную мають держати и уживати они сами, жоны и дети и потомки ихъ на вечныи часы, служачы намъ господару и речи посполитой при томъ замку нашомъ Любецкомъ службу нашу земскую военную по тому, яко и иные земяне замку нашого Любецкого служатъ, а иншихъ никоторыхъ повинностей и роботъ до замку нашого Любецкого полнити не повинни; ведже еслибы межи тыми землями ихъ вышейописаными земли, кгрунты, албо якии пожитки и уходы до того замку нашого Любецкого здавна належачии были, тыи и теперъ и напотомъ ку замку нашошому держаны быти мають. А на сведецство того всего вышейписаного и печать нашу коронную до того листа нашого притиснути есмо росказали. Данъ у Варшаве... дня третегонадцать року Божого Нароженья тисяча пятсотъ семдесятъ першого, а кролеванья нашого року второго. Walentines Debinski R. P. cancellarius. Реляция вельможного Валентого Дебинскаго зъ Дебянъ, канцлира Короны Полское.

## Відомі представники
- Піроцький Іван Васильович (?—?) — діяч Гетьманщини.
- Піроцький Федір Аполлонович (1845—1898) — інженер, винахідник першого у світі трамвая на електричній тязі.